# Córrego Celeste
O córrego Celeste é um curso de água que nasce e deságua na divisa entre os municípios brasileiros de Timóteo e Marliéria, no interior do estado de Minas Gerais. Sua nascente se encontra no povoado de Córrego Celeste, percorrendo cerca de 6 quilômetros até sua foz no ribeirão do Belém.
Em sua nascente há uma considerável produção de banana, mamão, beterraba, repolho, cenoura, pimentão, hortaliças e abóbora, reunindo cerca de 45 agricultores. Sua sub-bacia, apesar de pequena, tem boa parte de sua extensão protegida pelas matas do Parque Estadual do Rio Doce.